# Incidente della fazione d'agosto
L'Incidente della fazione d'agosto (8월 종파 사건?, 八月宗派事件?, parwol jongpa sageonLR, p'arwŏl chongpa sakŏnMR) fu un tentativo di destituire il leader della Corea del Nord Kim Il-sung da parte dei rappresentanti della fazione sovietica, coreana e Yan'an interne al Partito del Lavoro di Corea, durante la seconda sessione plenaria del Comitato centrale del PLC nell'agosto del 1956.

## Storia

### Contesto
Nel 1956, durante il XX Congresso del Partito Comunista dell'Unione Sovietica, il segretario generale Nikita Chruščëv denunciò i crimini di Stalin con il discorso Sul culto della personalità e le sue conseguenze e avviò il processo di destalinizzazione. Attraverso tutto il blocco orientale, i partiti comunisti nazionali avviarono campagne similari contro i culti della personalità, ma Cina e Albania si mostrarono contrarie. Kim Il-sung fu convocato a Mosca per sei settimane nell'estate del 1956 per ricevere indicazioni da Chruščëv su come applicare la nuova linea politica in Corea del Nord. Inoltre, tra il 1º giugno e il 19 luglio 1956, Kim visitò la Polonia, la Repubblica Democratica Tedesca e altri Stati socialisti al fine di ottenere maggiori aiuti economici per la ricostruzione dell'economia nazionale dopo la guerra di Corea.

### Pianificazione

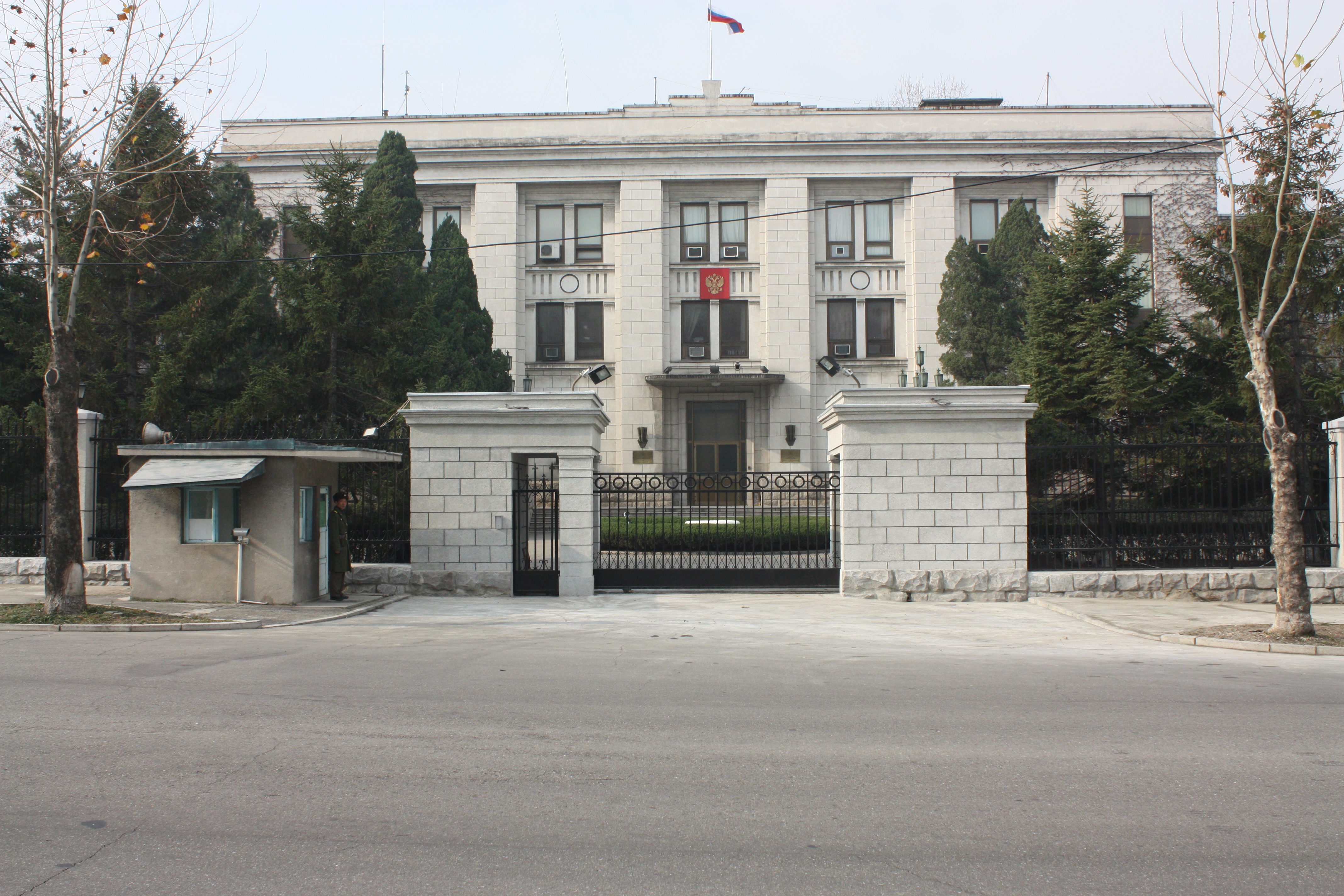
Sede dell'ambasciata sovietica (dal 1991 della Federazione Russa) a Pyongyang.

Durante l'assenza di Kim Il-sung, il leader della fazione sovietica Pak Chang-ok, Choe Chang-ik e altri membri di spicco della fazione Yan'an proposero la creazione di una coalizione contro Kim Il-sung sfruttando le politiche anti-staliniste di Chruščëv. I funzionari riformisti si riunirono presso l'ambasciata sovietica a Pyongyang per pianificare la rimozione di Kim. Al successivo plenum del Comitato centrale, la fazione avrebbe dovuto criticare Kim per non aver "corretto" i metodi nella sua leadership, per aver sviluppato un proprio culto della personalità, distorto il "principio leninista di leadership collettiva" e il diritto socialista (tramite ad esempio arresti ed esecuzioni arbitrarie). Inoltre, secondo lo statuto del PLC in vigore all'epoca, il Comitato centrale aveva il compito di eleggere il presidente del PLC e di conseguenza poteva anche destituirlo.
Per ottenere maggior sostegno, i riformisti cercarono di avvicinare le figure politiche più vicine a Kim Il-sung. All'inizio di luglio, Pak Chang-ok parlò con il ministro degli esteri Nam Il e il presidente della Lega Democratica delle Donne Coreane Pak Chong-ae affermando che qualcuno si sarebbe opposto a Kim Il-sung nella prossima sessione plenaria centrale e chiedendo loro se avessero partecipato ad essa: entrambi rifiutarono. Pak Chang-ok pensò inoltre di riuscire a convincere il ministro della difesa e leader del Partito Democratico Choi Yong-kun, ma anche quest'ultimo si rifiutò.
Allo stesso tempo, i riformisti cercarono di ottenere il supporto della Cina e dell'Unione Sovietica. Il 5 giugno, la fazione Yan'an inviò Choe Chang-ik all'ambasciata sovietica in Corea del Nord per discutere riguardo a "fenomeni malsani" all'interno del Partito del Lavoro di Corea, come il nepotismo, la riluttanza dei "leader del partito" ad accettare le critiche e la limitata libertà di parola durante le riunioni del partito. Successivamente, Pak Chang-ok contattò il segretario della segreteria del PCUS Leonid Il'ič Brežnev. Subito dopo, Lee Sang-jo visitò l'Unione Sovietica e trasmise ai riformisti l'insoddisfazione di Mosca per le azioni di Kim Il-sung. Incoraggiati da questo, Pak Chang-ok e Choe Chang-ik decisero di lanciare un'offensiva contro Kim Il-sung. Il 14 luglio, la fazione Yan'an inviò un proprio rappresentante all'ambasciata sovietica dichiarando esplicitamente l'intenzione di agire contro Kim e i suoi alleati, con lo scopo di "sostituire l'attuale leadership del Comitato centrale del partito e del governo".
D'altra parte, la fazione Yan'an stabilì contatti segreti con il personale dell'ambasciata cinese. Sebbene il presidente del Partito comunista cinese Mao Zedong fosse contrario alla destalinizzazione, aveva avuto delle rimostranze personali con Kim Il-sung durante la guerra di Corea ed era insoddisfatto per l'epurazione del suo rappresentante personale nella fazione Yan'an. Di conseguenza, Mao e il vicepremier Peng Dehuai, espressero entrambi il loro sostegno al colpo di stato.
Con il consenso della Cina e dell'URSS,il riformista Yun Kong-hum informò la parte sovietica attraverso l'ambasciata che sarebbe stato tutto pronto entro il 2 agosto 1956, data dell'inizio del plenum. Una settimana dopo, Lee Sang-jo disse ai funzionari sovietici che avevano concordato diversi candidati per sostituire Kim Il-sung e che quest'ultimo, in caso di riuscita del golpe, sarebbe stato esiliato all'estero.

### Kim Il-sung in Corea del Nord
La notizia dei preparativi del golpe era trapelata già alla fine di luglio grazie al ministro degli affari interni Ri Ul-sol e a Choi Yong-kun, che inviò assieme al ministro degli esteri un telegramma urgente a Kim Il-sung per avvertirlo della cospirazione. Kim Il-sung scrisse nelle sue memorie che Ri Ul-sol aveva notato che Choe Chang-ik e Pak Chang-ok stavano facendo dei "movimenti sospetti", mentre Nam Il disse per telefono a Kim che Choe e Pack si stavano "comportando in modo sospetto".
Una volta tornato segretamente in Corea del Nord, il 19 luglio Kim Il-sung posticipò il plenum dal 2 al 30 agosto, sfruttando il tempo a disposizione per corrompere e costringere i membri del Comitato centrale e preparare una forte risposta. Successivamente, Kim Il-sung incontrò i ministri più fidati come Nam Il, Pak Chong-ae e Jung Il-ryong che suggerirono di accettare le richieste dei riformisti. Kim Il-sung era d'accordo con la loro proposta, così si riunì con i membri del Comitato Centrale e promise che avrebbe sistemato la situazione, avrebbe ridotto il suo culto della personalità e avrebbe riflettuto sui suoi difetti. Inoltre, disse anche al presidente della Corea del Nord e leader della fazione Yan'an Kim Tu-bong e leader che si sarebbe dimesso a beneficio del partito quando necessario.
D'altra parte, Kim Il-sung fece in modo che Pak Chong-ae e Pak Kum-chol presiedessero la riunione dei quadri. I due ammisero che nel Partito era davvero presente un problema del culto della personalità Kim Il-sung, ma non si era ancora evoluto fino a diventare pericoloso e che il partito stava adottando delle misure correttive. Allo stesso tempo, i due rivelarono anche che l'Unione Sovietica sarebbe stata dalla loro parte. Il giorno successivo all'incontro, il Rodong Sinmun pubblicò un commento dal titolo "La rinnovata ascesa del movimento operaio internazionale e il potere del pensiero proletario", nel quale si affermò che il culto della personalità era sì da criticare ma sotto la guida del partito, per evitare di esser utilizzato come arma dai nemici di classe. Kim inviò un ordine segreto al capo di stato maggiore dell'esercito Kim Kwang-hyop per mobilitare le truppe lungo i confini, e richiamò gli ufficiali in vacanza o in congedo per creare due divisioni a nord di Pyongyang.
Kim Il-sung incontrò più volte i delegati sovietici, promettendo loro di "accettare pienamente le critiche di Mosca" e accusando i riformisti di incitare l'insoddisfazione all'interno del partito e di avere un atteggiamento antipartito. Sebbene l'Unione Sovietica fosse insoddisfatta del mancato rispetto da parte di Kim Il-sung dei requisiti contro il culto della personalità emanati dal XX Congresso del PCUS e considerando i disordini nell'Europa dell'Est (come la rivolta di Poznań), Mosca non voleva ulteriori disordini nell'Asia orientale. Pertanto, l'Unione Sovietica decise infine di sostenere Kim Il-sung. Il 2 agosto, l'URSS inviò una lettera al Partito del Lavoro di Corea nella quale sollecitava il partito a "esporre coraggiosamente gli errori nel lavoro della direzione del partito [...] analizzare correttamente le ragioni dell'insoddisfazione" e prendere "misure pratiche per compensare le carenze e consolidare la leadership del partito". Allo stesso tempo, l'Unione Sovietica ricordò a Kim Il-sung di non punire i suoi oppositori. Il 13 agosto, l'URSS manifestò ulteriormente il suo appoggio a Kim Il-sung e dichiarò in una sua lettera che la democrazia interna al partito non avrebbe dovrebbe essere usata come uno strumento per "danneggiare, distruggere e indebolire" il partito. Con il sostegno dell'Unione Sovietica, Kim Il-sung convocò per il 18 agosto il Comitato Permanente del Comitato Centrale, con la presenza di Choe Chang-ik e Kim Tu-bong. Kim lesse ad alta voce la lettera giunta da Mosca per mostrare ai riformisti che l'URSS aveva deciso di sostenerlo.
Dal 21 al 23 agosto, i membri del PLC discuterono dei problemi del partito: Choe Chang-ik sottolineò che era presente un culto della personalità, era assente la democrazia all'interno del partito, e affermò che i quadri non venivano sono selezionati in base alle capacità ma solo a quanto fossero fedeli al leader. Pertanto, Choe sostenne la rimozione di Pak Kum-chol dal Comitato centrale e l'ammonizione di Jung Il-ryong e Kim Chang-man. Pak Kum-chol, Kim Chang-man e altri replicarono immediatamente, sottolineando che le osservazioni di Choe Chang-ik erano direttamente contrarie a Kim Il-sung e tentavano di creare contraddizioni interne e indebolire la forza del partito.
Nei giorni precedenti la sessione plenaria, Kim Il-sung usò tangenti e rapimenti dei membri per mantenere la loro neutralità. Inoltre, inviò agenti di polizia a monitorare le azioni dei riformatori e fece interrogare le persone a loro più vicine. Per la sessione, Kim Il-sung separò deliberatamente i riformisti e mise intorno a loro i suoi amici più fidati per contrastare la loro influenza.

### Plenum
La sessione plenaria del Comitato centrale del Partito del Lavoro di Corea si tenne presso il Teatro d'arte di Pyongyang dal 30 al 31 agosto 1956. L'ordine del giorno originale prevedeva che Kim Il-sung presentasse un resoconto sulle sue visite nei paesi del blocco orientale, seguito dal rapporto di Pak Kum-chol sul miglioramento dell'assistenza sanitaria nazionale. Tuttavia, Kim Il-sung ha cambiò il tema vertendo sul culto della personalità, accusando Pak Kum-chol di mantenerlo vivo e sottolineando che "Il culto della personalità non è sicuramente generato dall'essenza del sistema socialista, né è una debolezza del socialismo come afferma il nemico." Quindi, il presidente della Commissione per la pianificazione statale Ri Jong-ok e il presidente dell'Hamgyŏng Settentrionale concordarono con le osservazioni di Kim Il-sung.
Dopo il discorso di Kim Il-sung, parlarono per primi i riformisti. Yun Kong-hum accusò il PLC di essersi allontanato dai principi del marxismo-leninismo e di esser influenzato dal culto di Kim Il-sung, affermando che il ruolo di presidente del Partito non doveva esser affidato ad una persona irresponsabile come Kim. Yun suggerì di discutere la questione del culto della personalità di Kim Il-sung all'interno del partito, e criticò la linea del PLC sull'industrializzazione che ignorava la diffusa inedia tra il popolo nordcoreano. Inoltre, Yun dichiarò ingiusta la nomina del democratico Choi Yong-kun al ruolo di vicepresidente del Partito del Lavoro, ma Choi si indignò ed inveì contro Yun, provocando disordine nel plenum. L'intervento di Yun Kong-hum non ottenne l'approvazione dei presenti e furono sollevate molte critiche: i sostenitori di Kim Il-sung disturbarono e rimproverarono Yun impedendogli di farsi sentire e lo accusarono di essere "anti-partito". Kim Il-sung lo accusò di calunniare il partito, e altri partecipanti gli chiesero se considerasse il PLC come un "partito fascista". Alla fine, Kim Il-sung affermò che non c'era bisogno di dare il diritto di parola agli antipartitici e ai controrivoluzionari, quindi intimò Yun a smettere di parlare. Alla fine, Yun Kong-hum fu espulso dal Partito e messo al bando con il consenso della maggioranza dei presenti.
Dopo un breve aggiornamento, Nam Il, il ministro delle finanze Lee Joo-yeon e il presidente della Lega della Gioventù Democratica di Corea Pak Rong-guk criticarono le precedenti osservazioni di Yun Kong-hum. Quindi, Choe Chang-ik cercò di difendere Yun e fece un discorso nel quale attaccò Kim Il-sung per aver concentrato il potere dello Stato e del Partito nelle sue mani e di aver creato intorno a sé un culto della personalità, mise in dubbio l'eccessivo sviluppo dell'industria pesante da parte di Kim e si oppose all'uso degli aiuti economici sovietici per sviluppare l'economia invece di migliorare la vita delle persone. Kim Il-sung osteggiò subito l'opinione di Choe, affermando che il PLC non poteva vivere soltanto di aiuti e che solo lo sviluppo economico poteva migliorare la vita delle persone. In risposta, Kim Il-sung promise di inaugurare un periodo di cambiamenti e moderare il regime, promesse che non furono mantenute. La tensione nella riunione salì, e anche il ministro dell'edilizia Yi Pil-gyu e altri riformisti furono interrotti da rimproveri e fischi.
Alla fine della sessione, diversi riformisti uscirono dall'edificio: Yun Kong-hum si recò all'ambasciata sovietica per chiedere asilo, ma nessuno lo accolse. In seguito, si riunì con altri membri della fazione Yan'an e si diresse verso nord. Sulla strada, corromperono le guardie e la polizia per non farsi arrestare e il giorno successivo attraversarono con un peschereccio il fiume Yalu per raggiungere la città cinese di Dandong, e da lì fuggire a Pechino. I rimanenti sostenitori della fazione Yan'an e sovietica furono eliminati.
Il secondo giorno della sessione plenaria, il 31 agosto, tutti i riformisti erano assenti. Kim Il-sung elencò coloro che si erano recentemente opposti a lui difendendoli come elementi controrivoluzionari e antipartito e rimosse loro da tutti gli incarichi. La maggioranza del CC votò a favore di Kim Il-sung e alla repressione dell'opposizione, portando così all'espulsione immediata di Yun Kong-hum dal PLC e alle dimissioni forzate di Choe Chang-ik e Pak Chang-ok dal Comitato centrale.

### Reazione dell'URSS e della Cina
A seguito della notizia del fallimento dei riformisti, Cina e Unione Sovietica prestarono molta attenzione alla situazione politica in Corea del Nord.
Il 3 settembre 1956, l'ambasciatore nordcoreano a Mosca Ri Sang-jo chiese a Chruščëv di intervenire con urgenza in Corea del Nord, e il segretario sovietico ordinò al vicepremier Anastas Mikojan e al direttore del Dipartimento internazionale del PCUS Boris Ponomarëv di andare a Pechino per discutere una possibile soluzione. Il 18 settembre 1956, Mao accolse i delegati sovietici e decise insieme a loro di chiedere al PLC di assicurare l'unità del partito e di inviare una delegazione sino-sovietica in Corea del Nord. Mao e Mikojan decisero di fare pressione su Kim Il-sung affinché abbandonasse le epurazioni e si dimettesse da presidente del comitato centrale e primo ministro, in modo da trovare un candidato ideo. Tuttavia, Mao credeva anche che fosse difficile per Kim Il-sung ritirarsi, e consigliò ai membri della delegazione sino-sovietica di enfatizzare il fatto di esser venuti in Corea per aiutare Kim Il-sung e non per destituirlo, cercando di persuaderlo nell'avere un atteggiamento di riconciliazione con i membri espulsi e nell'ammettere i propri errori. Mao Zedong temeva che Kim Il-sung considerasse la delegazione come un'interferenza nelle questioni interne nordcoreane e che avrebbe potuto richiedere il ritiro delle truppe cinesi dal territorio, e ordinò ai delegati di spiegargli che i problemi in Corea del Nord riguardavano anche la Cina e l'Unione Sovietica e di conseguenza erano legittimate ad intervenire. Mao credeva inoltre che il regime di Kim sarebbe collassato se non avesse cambiato il suo modo di agire.
Mao Zedong incontrò in seguito una delegazione del Partito del Lavoro di Corea guidata da Choi Yong-kun. Mao criticò le epurazioni e chiese la riconciliazione con i compagni dalle opinioni diverse, il rilascio dei membri arrestati e il ripristino del loro status nel partito, e la risoluzione di tutte le problematiche interne attraverso discussioni obiettive nelle assemblee generali. Mao avvisò inoltre che sarebbe giunta in Corea del Nord una delegazione sino-sovietica.
Il 19 settembre 1956, la delegazione congiunta cinese-sovietica guidata da Mikojan e Peng Dehuai giunse a Pyongyang, dove incontrarono i membri espulsi per ascoltare la loro versione dei fatti. Nello stesso giorno, la delegazione incontrò Kim Il-sung e, durante un colloquio con la delegazione durato quattro ore, chiesero al leader nordcoreano di non compiere un'epurazione su larga scala e di mantenere un sistema democratico all'interno del PLC in modo da poter ottenere la fiducia degli iscritti e delle masse. Allo stesso tempo, la delegazione suggerì al Partito del Lavoro di convocare nuovamente una sessione plenaria centrale per correggere gli errori commessi. Kim Il-sung ammise che l'espulsione di So Hwi, Yun Kong-hum e Yi Pil-gyu fosse avvenuta in maniera troppo frettolosa, ed accettò le richieste della delegazione sino sovietica, a patto che venissero rispettate alcune condizioni: Pak Chang-ok non doveva essere più rieletto vice primo ministro, Choi Chang-ik non doveva più essere membro del Comitato centrale permanente centrale e i riformisti fuggiti in Cina non potevano più far parte del Comitato centrale una volta riabilitati. La delegazione accettò le condizioni e propose a Kim Il-sung di convocare una nuova riunione plenaria centrale a settembre per rimediare agli errori precedenti.
Nel secondo plenum del Comitato centrale, tenutosi il 23 settembre 1956, perdonò e riabilitò i leader dell'opposizione d'agosto.

### Nuove epurazioni
Dopo la rivoluzione ungherese del 1956, Chruščëv affermò che l'Unione Sovietica non sarebbe più intervenuta nelle questioni interne dei paesi socialisti, per evitare possibili escalation nell'Europa orientale, e anche la Cina promise di non interferire. Senza alcuna restrizione, a dicembre 1956 Kim Il-sung iniziò una serie di epurazioni lunga cinque mesi e cambiò le regole per l'iscrizione al partito, portando quindi all'espulsione di circa 300 membri dell'opposizione. Nel gennaio del 1957, Kim Il-sung criticò aspramente Kim Tu-bong durante una riunione del Comitato generale e approvò l'epurazione del partito a Pyongyang con lo scopo di colpire i dipartimenti fortemente influenzati dai suoi oppositori. Inoltre, il Comitato centrale si pose l'obbiettivo di intensificare la lotta contro gli elementi antirivoluzionari e faziosi.
Sul fronte militare, la riunione dell'Armata Popolare Corea nel marzo 1958 diede impeto all'epurazione del direttore del Politburo Choe Chong-hak e di centinaia di membri delle fazioni Yan'an e sovietica, con l'accusa di essere anti-rivoluzionari e faziosi. Kim Tu-bong fu deposto dalla sua carica nel 1958 con l'accusa di essere la "mente" del piano. Kim Tu-bong "sparì", molto probabilmente fucilato o morto in prigione.
Nel 1961, l'unica fazione rimasta in Corea del Nord era quella di Kim Il-sung, assieme ai membri unitisi al PLC sotto la leadership di Kim e a lui fedeli. Il comitato centrale eletto nel 1961 presentava solo due membri della fazione sovietica, tre della Yan'an e tre della Domestica su un totale di 68 membri del CC. Nonostante fossero personalmente fedeli a Kim, furono purgati verso la fine degli anni sessanta.
Suh Dae-sook, biografo di Kim Il-sung, affermò:
( Suh Dae-Sook, Kim Il Sung: the North Korean leader, Columbia University Press, 1988, ISBN 0-231-06572-8.)